# ルーツク公
ルーツク公（ウクライナ語: Князь Луцький）はルーツク公国の君主の称号である（「公」はクニャージからの訳出による）。公・公国の名は、その中心都市だったルーツク（ルーツィク）による。

## ルーツク公の一覧
リューリク朝
- ダヴィド・スヴャトスラヴィチ - 在位：1097年[要出典]
- スヴャトスラフ・ダヴィドヴィチ(ru)[注 1] - 在位：1099年[1]
- ダヴィド・イーゴレヴィチ - 在位：1097年[注 2] / 1099年[3] - 1100年[要出典]

（この間ヴォルィーニ公国領。その後分離）
- ヤロスラフ・イジャスラヴィチ - 在位：1154年[4] / 1157年[5] - 1180年[要出典]
- イングヴァリ・ヤロスラヴィチ - 在位：1180年 - 1220年頃[4]
- ムスチスラフ・ヤロスラヴィチ - 在位：1220年頃 - 1226年[4]
- イヴァン・ムスチスラヴィチ - 在位：1226年 - 1227年[4]
- ヤロスラフ・イングヴァレヴィチ - 在位：1227年 - 1228年[4]
- ヴァシリコ・ロマノヴィチ - 在位：1228年 - 1230年[1] / 1239年[要出典]
- ロスチスラフ・ミハイロヴィチ - 在位：1240年[6][7]
- ムスチスラフ・ダニーロヴィチ - 在位：1264年 - 1292年以降[4] / 1305年頃[1]
- レフ・ユーリエヴィチ - 在位：1308年 - 1323年[4]
- アンドレイ・ユーリエヴィチ - 在位：1308年 - 1323年（上記のレフとの共同統治）

ゲディミナス朝
- リュバルタス - 在位：1323年頃 - 1324年、1340年 - 1383年[8] / 1385年[1]
- Fiodoras(ru)[注 3] - 在位：1383年 / 1385年 - 1387年[1]